# San Vicente del Palacio
San Vicente del Palacio est une commune de la province de Valladolid dans la communauté autonome de Castille-et-León en Espagne.

## Sites et patrimoine
L'édifice le plus caractéristique de la commune est l'église Nuestra Señora de la Asunción.